# Steve Crocker
Stephen D. Crocker, detto Steve (15 ottobre 1944), è un informatico statunitense.
Autore della prima RFC, è considerato uno dei pioneri di Internet. È stato presidente dell'ICANN dal 2011 al 2017.